# Битва при Заме
Битва при Заме — последнее сражение Второй Пунической войны, закончившееся поражением армии Ганнибала.

## Датировка
Датировка битвы при Заме является предметом споров историков: диапазон предлагаемых датировок — от весны до поздней осени. В сохранившихся свидетельствах отсутствуют какие-либо указания не то что на день сражения, а даже на время года.
Единственным свидетельством является указание Диона Кассия на полное солнечное затмение, сохранившееся в пересказе Зонары:
«Ганнибал не хотел сражаться, но в продолжении всей ночи трудился над разбивкой лагеря и копанием колодцев. Хотя они находились в тяжелом положении от утомления и жажды, но Сципион их принудил против желания принять бой. Римляне ударили с воодушевлением и в стройном порядке, Ганнибал же и карфагеняне были испуганы, как вследствие того, что солнце совершенно затмилось, так и от других причин».
Но согласно современным расчетам NASA, единственное полное солнечное затмение, состоявшееся в тот год в Африке и произошедшее 19 октября 202 года до н.э., было видно на территории современного Туниса не более чем на 1/3.

## Предыстория

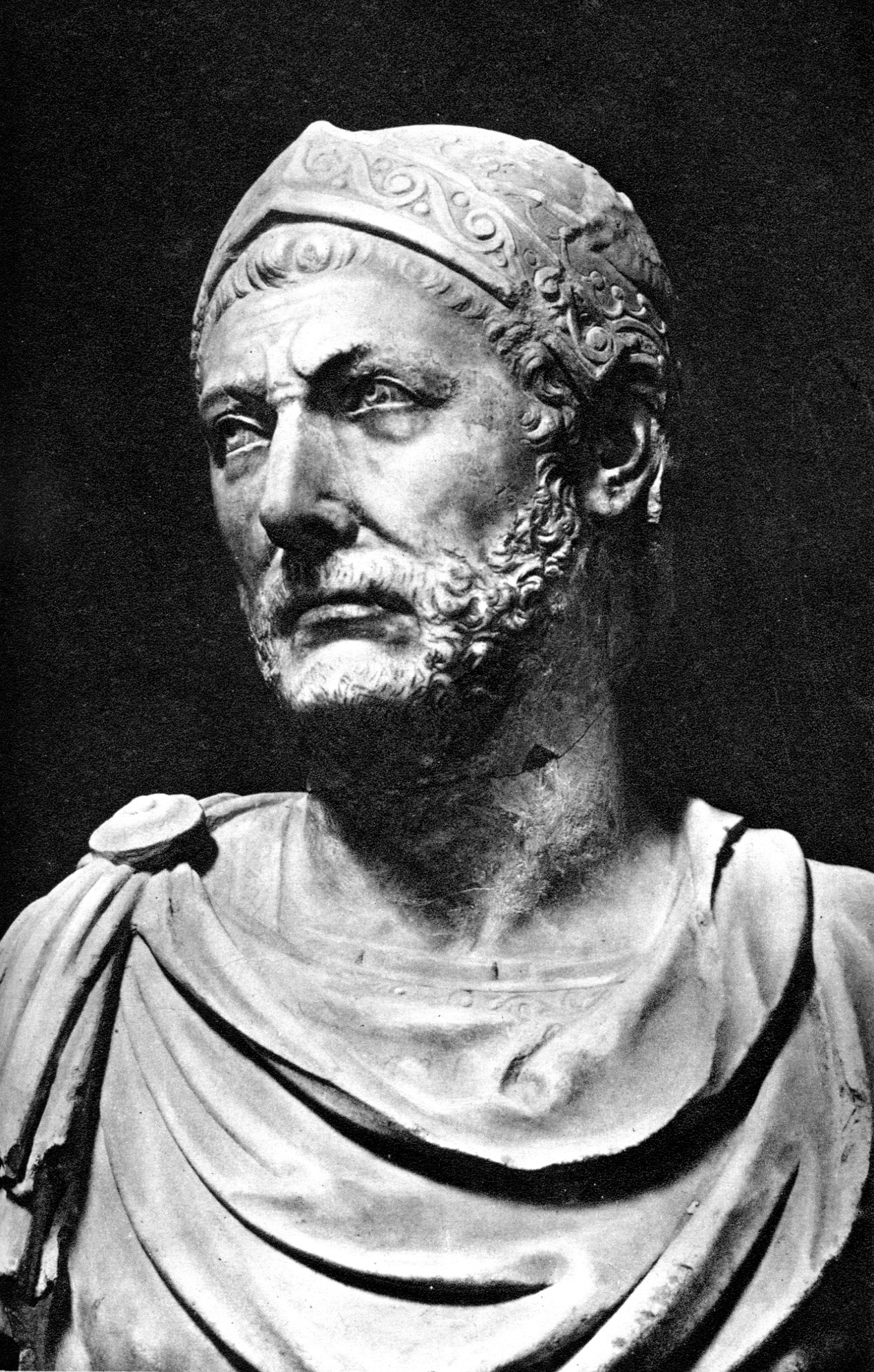
Ганнибал Барка

Рим собрал все свои военные, политические и дипломатические силы для борьбы с Карфагеном. Вопреки традициям Римской республики, армия была пополнена выпущенными из тюрем заключёнными и выкупленными за счёт государства рабами. Командующий римской армией консул Публий Корнелий Сципион («Сципион Африканский») предложил сенату перенести театр военных действий в Африку, чтобы вырвать стратегическую инициативу из рук карфагенской армии.
В 204 году до н. э. Сципион высадился на африканский берег вблизи г. Утики с 30-тысячной армией. Против римлян выступили нумидийцы — союзники Карфагена. Но Сципион воспользовался распрей между вождями нумидийцев, разбил одного из них — Сифакса и поставил на его место его противника Массиниссу. Массинисса стал союзником Рима, таким образом, Сципион приобрёл лучшую лёгкую кавалерию Средиземноморья. Нумидийцы были прирождёнными всадниками, а их кони повиновались не узде, а голосу хозяина и прикосновению древка копья. На шею лошади нумидийцы набрасывали лишь верёвку, за которую держались рукой. Они не имели никаких доспехов и были вооружены лишь дротиками и лёгкими щитами. В битве при Заме нумидийцы сражались и на стороне Рима, и на стороне Карфагена.
В связи с непосредственной угрозой столице карфагенский сенат отозвал Ганнибала из Италии.
Сражение между римлянами и карфагенянами состоялось при Заме — Нараггаре 19 октября 202 года до н. э.

## Силы сторон
Римская армия имела 20 000 пехотинцев и 10 000 всадников, Карфагенская армия насчитывала 35 тысяч пехотинцев, 3000 конников и 80 слонов (очень сомнительно их использование). Боевые слоны являлись грозной силой, но они были совсем недавно приведены из Центральной и Северо-Западной Африки и ещё плохо дрессированы.
Таким образом, преимущество было у римлян: несмотря на численное меньшинство, армия римлян состояла из закаленных в бою ветеранов при более чем трекратном преимуществе в кавалерии, в том время как значительную часть армии Ганнибала составляли новобранцы, кавалерии было более чем в три раза меньше, чем у римлян, а слоны были плохо дрессированы, поскольку лишь недавно были включены в состав армии Карфагена.
Выбирая расстановку на поле боя, Сципион считался с тем фактом, что его пехоте придется столкнуться с большим количеством боевых слонов. Он специально построил пехотинцев таким образом, чтобы они не были лишены маневренности: в первую линию были помещены гастаты, сзади — принципы и триарии. В третьей линии находились стрелки и лучники, а также вспомогательные войска италийцев. По замыслу Сципиона, в случае атаки слонов первая и вторая линии римлян могли потесниться и дать слонам проход, где они бы попали под плотный обстрел третьей линии.
Конница построилась на флангах. Особенно сильной была нумидийская конница Массиниссы, стоящая на правом фланге римского войска. Нумидийцы умели маневрировать с невероятной быстротой. Они утомляли неприятеля беспрерывными обстрелами, нападая со всех сторон.
Карфагеняне выдвинули слонов и лёгкую пехоту вперёд, а вторую линию расположили в 200 метрах за первой, а за ней на том же расстоянии находилась и третья линия пехоты. Состав армии (особенно пехоты) Ганнибала разнится у писателей. Первая линия (состоявшая из застрельщиков и пехоты ближнего боя) состояла из наёмников, многие из которых прибыли в Африку после провальной экспедиции Магона в Италию и имела пёстрый национальный состав. В одной линии были иберы, балеарцы, лигуры, галлы и мавры. Вторая линия состояла из ополчения африканских городов Карфагена, которые не имели боевого опыта. Тит Ливий приписывает к ним ещё отряд македонян, присланный Филиппом V перед сражением. Третья линия пехоты у Полибия состояла из ветеранов кампании Ганнибала, вооруженная на римский манер, тогда как Тит Ливий пишет, что третья линия состояла из бруттиев, в чьей верности Ганнибал сомневался, оттого он держал вдалеке. Против нумидийской конницы Массиниссы, Ганнибал выставил свою нумидийскую конницу, чья численность сильно уступала противнику, а на другом фланге против римлян, была поставлена карфагенская конница, также уступавшая числом римской кавалерии на противоположном фланге.
По плану сражения, Ганнибал намеревался отвлечь с поля сражения римскую кавалерию, а затем окружить римскую пехоту. В случае неудачи он рассчитывал отвести карфагенскую армию в укреплённый лагерь.

## Ход битвы

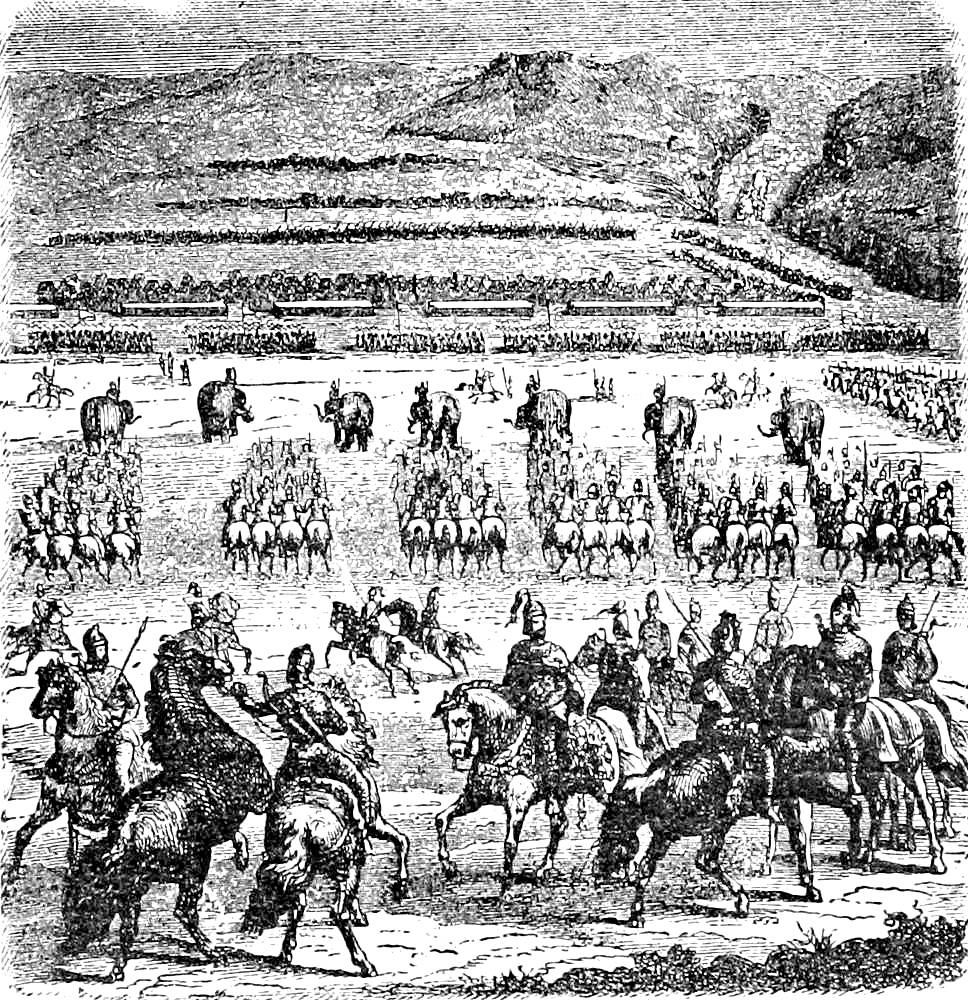
Сражение при Заме
(рисунок из статьи «Зама»
«Военная энциклопедия Сытина»)

Бой начали карфагеняне одновременной атакой кавалерии с флангов и слонов в центре. Более многочисленная римская отбросила конницу карфагенян и бросилась в погоню, быстро исчезнув из поля зрения. Так расчёт Ганнибала удался, численный перевес перешёл к нему.
Завидев атаку слонов, римские пехотинцы принялись осуществлять план Сципиона: гастаты и принципы, в боевом порядке, разошлись вправо и влево, освободив животным проход — в результате слоны пробежали, не нанеся римлянам существенных потерь. Продвинувшись вперед, слоны, как и было задумано, попали под шквальный огонь лучников и стрелков-велитов, что вызвало панику у животных. Слоны развернулись и побежали назад, нанеся потери первой линии своих же войск и посеяв среди них неуверенность в исходе битвы.
Ганнибал, несмотря на бегство слонов, продолжил атаку в центре своей пехотой. В атаку пошли иберийские наемники, а также граждане Карфагена и союзные македоняне. Римская пехота ринулась навстречу первой линии карфагенян и потеснила её, однако в этот момент в битву вошла подоспевшая вторая, более сильная линия армии Ганнибала, и перевес сил изменился.

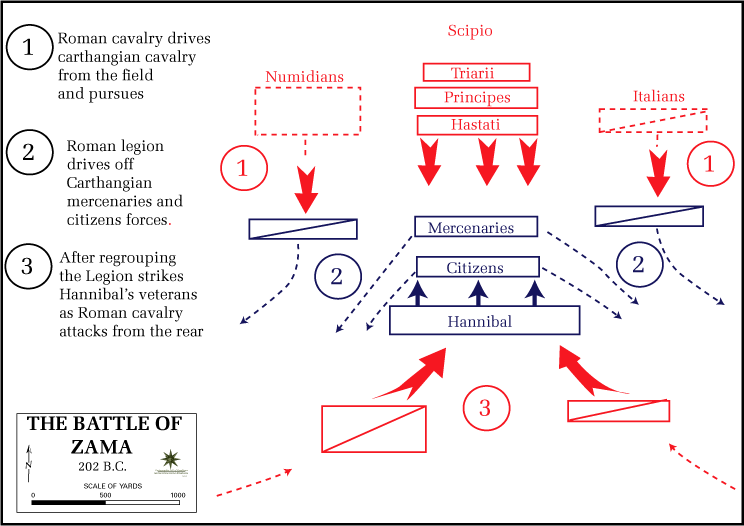
План битвы при Заме

При этом Ганнибал предпринял попытку охватить фланги противника своей третьей, самой сильной линией, состоящей из ветеранов, сражавшихся с ним пятнадцать лет в Италии. Этот приём Ганнибал применял во многих сражениях, выдвижение и охват флангов противника отборными частями пехоты всегда обеспечивали ему успех.
Но Сципион сделал почти одновременно аналогичный ход, то есть выдвинул на фланги своих принципов и триариев. Завязался упорный бой, в котором, по различным источникам, с одной стороны командовал лично Ганнибал, а с другой — лично Сципион. Рубка на флангах продолжалась около двух часов, и её продолжению воспрепятствовал ход битвы в центре: здесь карфагеняне сломили сопротивление гастатов и заставили последних отступить; в результате центр римлян прогнулся вглубь на 2-3 км. Чтобы избежать расчленение армии на две части, Сципион приказал увести войска с флангов для ликвидации прорыва в центре. Ганнибал воспользовался этим и, дав войскам небольшую передышку, повел их на римские позиции с новой силой.
Учитывая численное превосходство карфагенян, римляне явно проигрывали сражение, но в этот момент после преследования противника вернулась римская кавалерия, разгромившая карфагенскую конницу. Римляне быстро сориентировались на поле боя и внезапно ударили в тыл наступавшим карфагенянам. Задние линии армии Ганнибала, продержавшись около часа, не выдержали и пустились в беспорядочное бегство.

## Итоги
Поражение Ганнибала было полным. Карфагеняне потеряли от 10 до 25 тысяч человек убитыми и от 8,5 до 20 тысяч пленными, 132 знамени и 11 слонов. Сам Ганнибал в последний момент успел покинуть поле битвы и избежать смерти. Римляне потеряли убитыми от 1,5 до 5-6 тысяч человек.
Битва при Заме стала последним сражением во Второй Пунической войне, проиграв в котором, Карфаген окончательно уступил и в войне.

## Исторические источники
Развернутые свидетельства:
- Аппиан. Римская история, книга VIII, 36-48 (на Ancientrome).
- Полибий. Всеобщая история, книга XV, 5-17 (на Simposium).
- Тит Ливий. История Рима от основания города, книга XXX, 29-35 (на Ancientrome).

Краткие свидетельства:
- Дион Кассий. Римская история, книга XVII, 14[3] (на английском языке на LacusCurtius).
- Корнелий Непот. О знаменитых людях, XXIII Ганнибал, 6 (на Ancientrome).
- Флавий Евтропий. Бревиарий от основания города, книга III, 22-23 (в электронной библиотеке Гумер: www.gumer.info/bibliotek_Buks/History/Evtr/03.php).